# Robert Blumauer starejši
Robert Blumauer, slovenski zdravnik kirurg, * 26. julij 1895, Ljubljana, † 11. november 1970, Ljubljana.
Doktoriral je 1922 na Medicinski fakulteti v Gradcu, specialistični izpit iz kirurgije pa opravil 1925 v Ljubljani. Strokovno se je izpopolnjeval v Berlinu, Dunaju, Münchnu in Pragi. Leta 1930 je postal primarij kirurškega oddelka bolnišnice v Ljubljani. Njegov najvidnejši prispevek je ureditev dveh operacijskih sob z uvedbo stroge asepse, rentgenskega kabineta z uvedbo radiodiagnostike, priročnega laboratorija in krvodajalske službe na kirurgiji. Podpiral je razvoj drugih specialnosti kot so urologija, ortopedija, nevrokirurgija in travmatologija. Vzgojil je celo vrsto odličnih slovenskih kirurgov in pripomogel k sodobni organizaciji kirurgije na Slovenskem.